# Lander Euba
Lander Euba Ziarrusta (né le 15 octobre 1977 à Guernica) est un coureur cycliste espagnol, actif dans les années 1990 et 2000.

## Biographie
Chez les amateurs, Lander Euba se distingue en obtenant de nombreuses victoires, notamment au Pays basque. Ses performances lui permettent de remporter le Torneo Euskaldun en 2001.
Il passe professionnel en 2002 au sein de l'équipe Euskaltel-Euskadi, après y avoir été stagiaire. L'année suivante, il s'impose sur une étape du GP Torres Vedras-Trophée Joaquim Agostinho,.
Il met un terme à sa carrière en fin d'année 2004, après une saison chez Costa de Almería-Paternina.

## Palmarès
- 2001
  - Vainqueur du Torneo Euskaldun
  - Trophée Javier Luquin
  - Tour d'Alava :
    - Classement général
    - 2e étape

  - Dorletako Ama Saria
  - Subida a Altzo
  - 2e du Tour de León
  - 2e du San Gregorio Saria
  - 2e du San Bartolomé Saria
  - 2e du Gran Premio San Bartolomé
  - 3e du Mémorial Valenciaga
  - 3e de la Subida a Urraki
  - 3e du Mémorial José María Anza
  - 3e de la Klasika Lemoiz
  - 3e de la Leintz Bailarari Itzulia
  - 3e de l'Andra Mari Sari Nagusia
- 2003
  - 1re étape du Grand Prix International de Torres Vedras-Trophée Joaquim Agostinho